# Letizia Murat
Letizia Murat, nota anche con lo pseudonimo di Regina di Bologna (Parigi, 25 aprile 1802 – Bologna, 3 dicembre 1859), figlia di Gioacchino Murat e di Carolina Bonaparte, è stata una nota salottiera.

## Biografia
Letizia aveva due fratelli, Napoleone Achille e Napoleone Luciano Carlo, e una sorella, Luisa Giulia. Il 27 ottobre del 1823 sposò il marchese bolognese Guido Taddeo Pepoli (1789-1852). Nota salottiera, Letizia riceveva in via Castiglione e venne in seguito soprannominata La Regina di Bologna. Ebbe quattro figli.

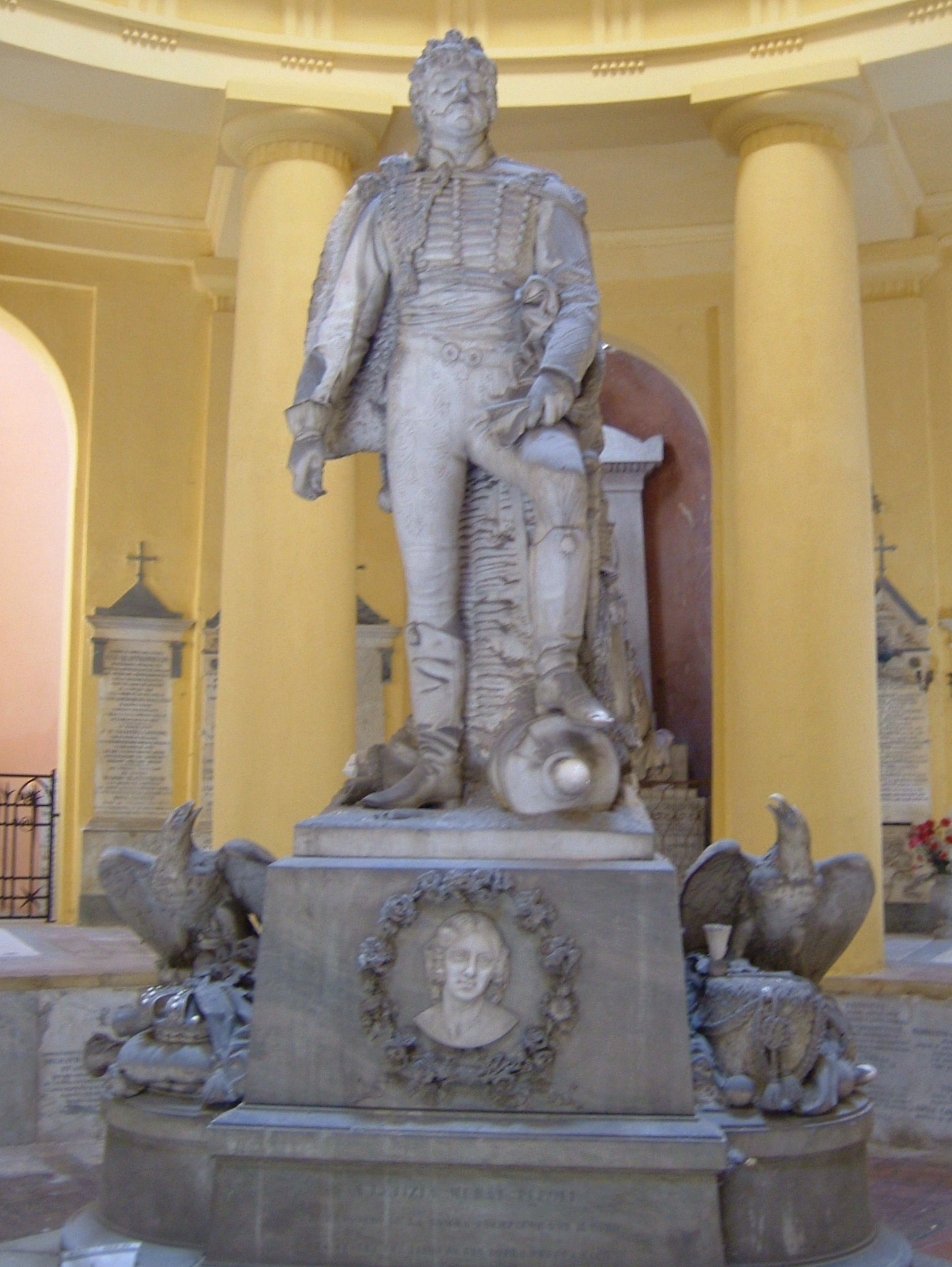
Il monumento funebre di Letizia Murat, uno dei capolavori della Certosa di Bologna

Morì nel 1859 e venne seppellita al cimitero monumentale della Certosa di Bologna. Il suo monumento funebre, collocato nella Sala del Colombario e realizzato da Vincenzo Vela, è sovrastato dalla statua di Giocacchino Murat.
Esistono di lei molti ritratti ad opera di celebri artisti, tra cui quello di Jean-Auguste-Dominique Ingres conservato all'Harvard University Art Museum, quello di Benjamin Rolland conservato alla Reggia di Caserta e quello di
Louis Ducis conservato al museo di storia di Francia.

## Figli
- Carolina[6]  (Bologna, 21 agosto 1824 – Bologna, 23 agosto 1892), sposa in prime nozze il conte Angelo Tattini (1823-1878), da cui ha tre figli: Laetizia Guida (1846-1924) sposa Francesco Isolani-Lupari, Giovanni Gioacchino (1846-1877) e Napoleone (1849-1870)
- Gioacchino Napoleone[7] (Bologna, 1825 - Bologna, 1881) (futuro sindaco di Bologna tra il 1866 e il 1868), nel 1844 sposa la principessa Federica di Hohenzollern-Sigmaringen ed ha tre figlie: Letizia (1846-1902), sposò, nel 1868, il conte Antonio Gaddi (1842-1914), Antonietta (1849-1887), sposò, nel 1872 il conte Carlo Taveggi (1836-1902) e Napoleona Luisa (1853-1929), sposò, nel 1872 il Conte Guarini Dominico-Mar Castelfalcino Matteucci (1848-1905)
- Elisabetta[8] (1829-1892) sposa Ippolito Ruspoli da cui ebbe due figlie: Laetizia (1849-1944 moglie di Mario Rappini di Casteldelfino e poi di Marquis di Casteldelfino; e Giacenta (1861-1862)
- Paolina[9] (1831-1916), sposa in prime nozze Gian Mauro Zucchini Solimei (1825-1854) da cui ebbe un figlio 1) Giuseppe Gioacchino Zucchini (1854-1902) sua sposa fu Carmelita Cagnola (1854-1936), dal secondo marito Tancredi Mosti Estense Trotti[10] (1826-1903) ebbe 4 figli:1) Ercole (1864-?) sposa Rachel Verset e poi Iole Fabbri (da lei un figlio di nome Tancredi); 2) Giovanna (1867-1945) sposa Alfonso Costabili Containi da cui due figli: Gian Battista e Maria Letizia; 3) Maria Letizia (1873-1951) sposa Andrea Carlo Guidi di Bagno da cui un figlio Guido Novello; 4) Ercole Guelfo (nato tra il 1836 e il 1896)

## Ascendenza
|                                |                           |                                | Genitori                   |  |  | Nonni |  |  | Bisnonni        |  |  | Trisnonni    |  |
|                                |                           |                                |                            |  |  |       |  |  | Guillaume Murat |  |  | Pierre Murat |  |
|                                |                           |                                |                            |  |  |       |  |  | Guillaume Murat |  |  | Pierre Murat |  |
|                                |                           | Catherine Badourès             |                            |  |  |       |  |  | Guillaume Murat |  |  |              |  |
| Pierre Murat-Jordy             |                           |                                |                            |  |  |       |  |  | Guillaume Murat |  |  |              |  |
|                                |                           | Marguerite Herbeil             | Bertrand Herbeil           |  |  |       |  |  |                 |  |  |              |  |
|                                |                           | Marguerite Herbeil             | Bertrand Herbeil           |  |  |       |  |  |                 |  |  |              |  |
|                                |                           | Marguerite Herbeil             | Anne Roques                |  |  |       |  |  |                 |  |  |              |  |
| Gioacchino Murat, Re di Napoli |                           | Marguerite Herbeil             |                            |  |  |       |  |  |                 |  |  |              |  |
|                                |                           | Pierre Loubières               | …                          |  |  |       |  |  |                 |  |  |              |  |
|                                |                           | Pierre Loubières               | …                          |  |  |       |  |  |                 |  |  |              |  |
|                                |                           | Pierre Loubières               | …                          |  |  |       |  |  |                 |  |  |              |  |
| Jeanne Loubières               |                           | Pierre Loubières               |                            |  |  |       |  |  |                 |  |  |              |  |
|                                |                           | Jeanne Viellescazes            | …                          |  |  |       |  |  |                 |  |  |              |  |
|                                |                           | Jeanne Viellescazes            | …                          |  |  |       |  |  |                 |  |  |              |  |
|                                |                           | Jeanne Viellescazes            | …                          |  |  |       |  |  |                 |  |  |              |  |
| Letizia Murat                  |                           | Jeanne Viellescazes            |                            |  |  |       |  |  |                 |  |  |              |  |
|                                | Giuseppe Maria Buonaparte | Sebastiano Nicola Buonaparte   |                            |  |  |       |  |  |                 |  |  |              |  |
|                                | Giuseppe Maria Buonaparte | Sebastiano Nicola Buonaparte   |                            |  |  |       |  |  |                 |  |  |              |  |
|                                | Giuseppe Maria Buonaparte | Maria Anna Tusoli di Bocagnano |                            |  |  |       |  |  |                 |  |  |              |  |
| Carlo Maria Buonaparte         | Giuseppe Maria Buonaparte |                                |                            |  |  |       |  |  |                 |  |  |              |  |
|                                |                           | Maria Saveria Paravicini       | Giuseppe Maria Paravicini  |  |  |       |  |  |                 |  |  |              |  |
|                                |                           | Maria Saveria Paravicini       | Giuseppe Maria Paravicini  |  |  |       |  |  |                 |  |  |              |  |
|                                |                           | Maria Saveria Paravicini       | Maria Angela Salineri      |  |  |       |  |  |                 |  |  |              |  |
| Carolina Bonaparte             |                           | Maria Saveria Paravicini       |                            |  |  |       |  |  |                 |  |  |              |  |
|                                |                           | Giovanni Geronimo Ramolino     | Giovanni Agostino Ramolino |  |  |       |  |  |                 |  |  |              |  |
|                                |                           | Giovanni Geronimo Ramolino     | Giovanni Agostino Ramolino |  |  |       |  |  |                 |  |  |              |  |
|                                |                           | Giovanni Geronimo Ramolino     | Angela Maria Peri          |  |  |       |  |  |                 |  |  |              |  |
| Maria Letizia Ramolino         |                           | Giovanni Geronimo Ramolino     |                            |  |  |       |  |  |                 |  |  |              |  |
|                                |                           | Angela Maria Pietrasanta       | Giuseppe Maria Pietrasanta |  |  |       |  |  |                 |  |  |              |  |
|                                |                           | Angela Maria Pietrasanta       | Giuseppe Maria Pietrasanta |  |  |       |  |  |                 |  |  |              |  |
|                                |                           | Angela Maria Pietrasanta       | Maria Giuseppa Malerba     |  |  |       |  |  |                 |  |  |              |  |
|                                |                           | Angela Maria Pietrasanta       |                            |  |  |       |  |  |                 |  |  |              |  |